# Альпийский музей

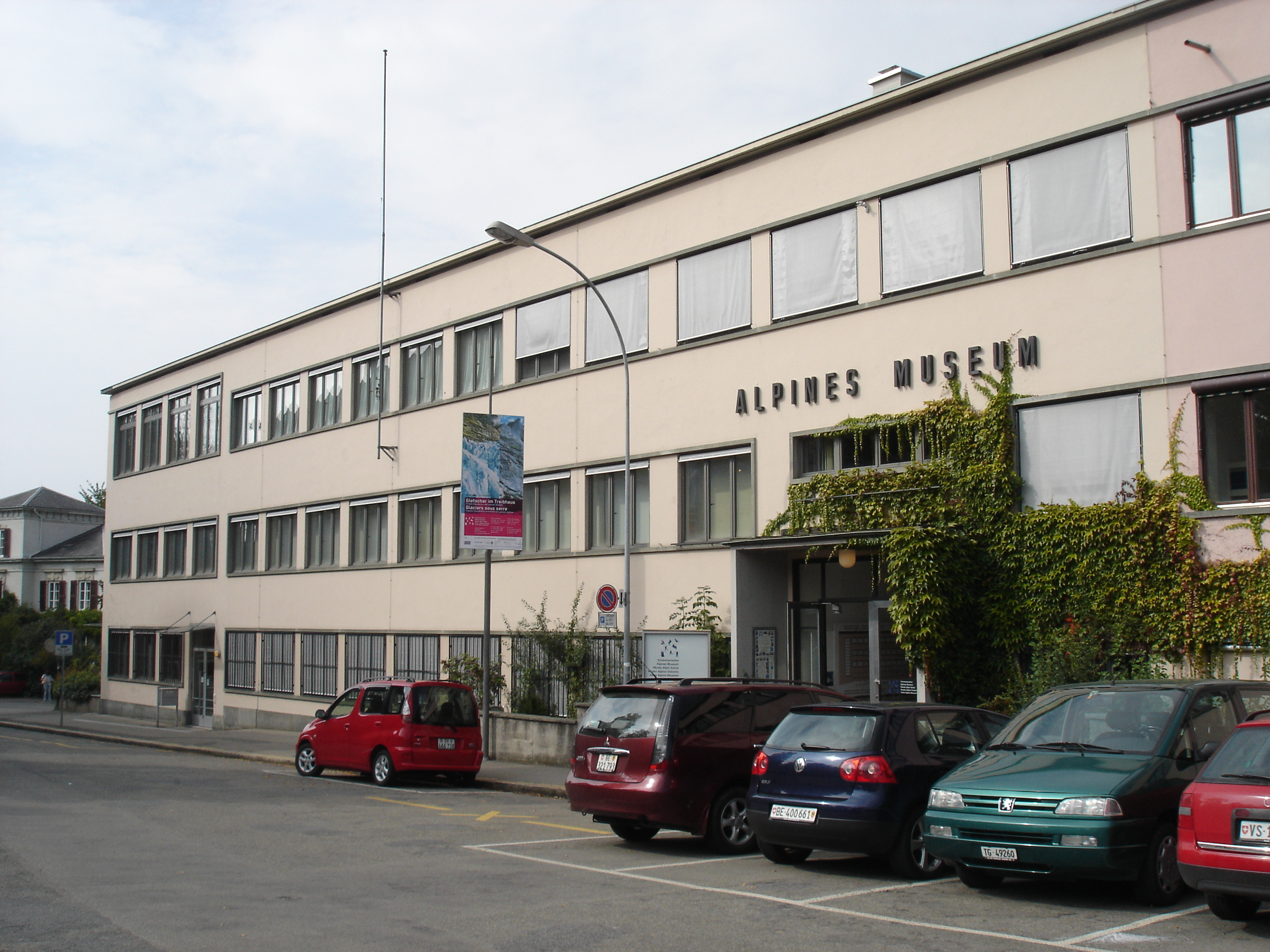
Здание музея

Альпийский музей (нем. Schweizerisches Alpines Museum) — музей в Берне, посвящённый природе и культуре Швейцарских Альп. Открыт в 1905 году, с 1990 по 1993 год был закрыт на реконструкцию.

## Коллекции
В музее представлены экспонаты, касающиеся геологии, тектоники, гляциологии, метеорологии, флоры, фауны, картографии, сельского хозяйства, фольклора, альпинизма и зимних видов спорта.
Коллекция включает около 20 000 объектов, 160 000 фотографий, 600 гравюр и 180 художественных полотен.